# اندیس رودخانه کرخه۱۰
رودخانه کرخه۱۰ یک اندیس فلزی است که در حوالی شهر دزفول استان خوزستان قرار دارد و مادهٔ معدنی موجود در آن، ایلمنیت است.  